# Tom Adair
Tom Adair (Newton, Kansas, 15 de juny de 1913 − Honolulu, 24 de maig de 1988) va ser un guionista i compositor estatunidenc.

## Biografia
Tom Adair (Thomas Montgomery Adair) va nàixer el 15 de juny de 1913 a Newton, Kansas, fill únic de William Adair i Madge Cochran. El seu pare tenia una botiga de roba a Newton; al voltant de 1923 la va vendre i va marxar amb la seva família a Los Angeles.
Adair va anar a la Universitat Junior de Los Angeles (ara Universitat de la Ciutat de Los Angeles), on va treballar en la companyia local d'electricitat, com a administratiu en el departament de reclamacions, mentre escriu poemes i lletres de cançons en el seu temps lliure.
El 1941, Adair coneix Matt Dennis en un club i el duo comença a escriure cançons junts. La carrera d'autor de cançons d'Adair el va portar a Nova York durant els anys 1940 i allà va escriure uns quants èxits de Broadway, i va treballar amb Tommy Dorsey i Frank Sinatra. Més tard va tornar a Los Angeles i va treballar amb l'escriptor James B. Allardice fent cançons per a comèdies de situació.
El 1949 Adair es va casar amb Frances Jeffords; més tard, van treballar junts en cançons i obres de TV per a la Disney. Van tenir quatre fills, Micheal Adair, Richard Adair, Ann Trousdale (Adair), i Robin Brown (Adair); i quatre nets Tom Adair, Kristi Adair, Jennifer Adair, i Julie Adair.
Els Adairs es van retirar a Hawaii el 1984. Tom moria el 24 de maig de 1988, a Honolulu.

## Filmografia

### Guionista
- 1987: This Is Your Life (TV)
- 1977: The Mouseketeers at Walt Disney World (TV)
- 1978: NBC Salutes the 25th Anniversary of the Wonderful World of Disney (TV)

### Compositor
- 1952: This Is Your Life (sèrie TV)
- 1954: Disneyland (sèrie TV)
- 1956: The Tennessee Ernie Ford Show (sèrie TV)
- 1956: Julie
- 1957: Disneyland: The Fourth Anniversary Show (TV)
- 1958: The Ann Sothern Show (sèrie TV)
- 1961: Adèle (Hazel) (sèrie TV)
- 1977: The Mouseketeers at Walt Disney World (TV)
- 1985: Màgic d'Oz Comte de Frank Baum (TV)

## Nominacions
- Oscar a la millor cançó original per Julie